# Vitray (Indre-et-Loire)
Vitray est une ancienne commune d'Indre-et-Loire, annexée en 1827 par Saint-Hippolyte

## Démographie
| 1793 | 1800 | 1806 | 1821 | 1827 |
| ---- | ---- | ---- | ---- | ---- |
| 180  | 168  | 164  | 158  | -    |